# IX. legija Hispana
IX. španska legija (latinsko Legio Nona Hispana), rimska legija, ki je delovala od 1. stoletja pr. n. št. do sredine 2. stoletja n. št..  Njena zadnja usoda ni znana, čeprav je bila predmet obsežnih raziskav. Leta 108 je bila stacionirana v Britaniji v Eboracu, sedanjem Yorku. Teoretično bi lahko bila uničena okoli leta 117  v akcijah severno od Hadrijanovega zidu. Njeni pečati na strešnikih, ki so jih odkrili v Nijmegenu na Nizozemskem, kažejo, da je bila tam stacionirana leta 121-130.  IX. legija Hispana bi lahko bila tudi legija, ki je bila po Dionovih zapisih leta 161 uničena  v vojni s Parti v Armeniji. Kakorkoli že, na seznamu legij iz leta 165 IX.legija ni več omenjena.

## Zgodovina
Natančen datum njene ustanovitve ni znan, vsekakor pa je bila ustanovljena pred letom 58 pr. n. št., saj je bila na začetku galskih vojn nastanjena v Galiji in tam ostala do konca vojn. 
Cezarjeva IX. legija se je bojevala v bitkah pri Draču in Farzalu leta 48 pr. n. št. in afriških vojnih pohodih leta 46 pr. n. št.. Cezar je zatem legijo razpustil in njene veterane naselil v Picenu na jadranski obali Apeninskega polotoka južno od Ancone.
Po Cezarjevem umoru leta 44 pr. n. št. je Oktavijan vpoklical veterane IX. legije, da bi zatrli upor Seksta Pompeja na Siciliji. Po Sekstovem porazu so legijo premestili v provinco Makedonijo. Leta 31 pr. n. št. se je na Oktavijanovi strani vojskovala proti Marku Antoniju in v  bitki pri Akciju. Ko je postal Oktavijan edini vladar rimskega sveta, je bila legija premeščena v Hispanijo, kjer je v letih 25–13 pr. n. št. sodelovala v obsežnih vojaških operacij proti Kantabrijcem. Vzdevek Hispana, ki pomeni "stacionirana v Hispaniji", se je prvič pojavil med Avgustovo vladavino in je verjetno nastal prav tam. 
Po kantabrijski vojni je bila verjetno v sestavu cesarske armade na meji na Renu, kjer se je vojskovala z germanskimi plemeni. Ko so se Rimljani po katastrofalnem porazu v Tevtoburškem gozdu leta 9 umaknili iz pokrajin vzhodno od Rena, je bila IX. legija premeščena v Panonijo. 

### Invazija na Britanijo
IX. legija se je verjetno udeležila rimske invazije na Britanijo leta 43, ki sta jo vodila cesar Klavdij in general Avl Placij, saj se je kmalu zatem pojavila med britanskimi garnizijami. Leta 50 je bila ena od dveh legij, ki sta na Caer Caradocu porazili katuvelaunskega poglavarja Karataka.  Približno takrat je legija zgradila trdnjavo Lindum Colonia v Lincolnu.  Pod poveljstvom Cezija Nasika je med letoma 52 in 57 zatrla upor brigantskega kralja Venucija, v Budikinem uporu leta 61 pa je pod poveljstvom Kvinta Petilija Ceriala utrpela hud poraz, tako da so jo morali okrepiti z legionarji iz germanskih provinc. Okoli leta 71 je zgradila novo kamnito trdnjavo v Eboracu, sedanjem Yorku, kar dokazujejo njeni žigi na tam najdenih strešnikih.

### Izginotje
Pogosto se govori, da je IX. legija izginila v Britaniji okoli leta 117,  četudi so poznana imena nekaterih njenih visokih častnikov, na primer Lucija Emilija Kara, ki je bil leta 142/143 guverner Arabije, ki so v legiji služili verjetno tudi po letu 120, kar kaže, da je legija obstajala tudi po tem datumu. Legija je bila uničena morda v Bar Kohbovem uporu v Judeji ali v vojni  s Partskim cesarstvom, ki je sledil tretji judovski vojni. Za nobeno od obeh trditev ni nobenega trdnega dokaza. 
Zadnja dokazana dejavnost IX. legije v Britaniji je bila graditev kamnite legionarske utrdbe v Eboracu (Yorku) leta 108. Njeni kasnejši premiki ostajajo neznani. Žiga IX. legije na dveh strešnikih, ki so ju odkrili v  Noviomagu, sedanjem Nijmegenu na Nizozemskem, dokazujeta njeno prisotnost v Spodnji Germaniji, potem ko jo je  zapustila  X. legija Gemina. Ker je žige lahko  uporabljala samo legija in ne kakšna njena veksilacija, zagotovo niso povezani s kakšno njeno podenoto na renski meji, ki se je sredi 80. let udeležila Domicijanove vojne proti  Čatom.
Legija je domnevno omenjena v dve odlomkih  iz antične literature. Njene znatne izgube v Britaniji v 160. letih  omenja rimski zgodovinar Mark Kornelij Fronto, ko cesarja Marka Avrelija spominja na tragedije v preteklosti: "Zares, ko je bil na oblasti tvoj stari oče Hadrijan, so zelo veliko vojakov pobili Judi in zelo veliko Briti". Podrobnosti o žrtvah ostajajo neznane, res pa je, da je cesar Hadrijan okoli leta 122 osebno obiskal Britanijo, ker se "Britov ne da držati na vajetih". To bi lahko pomenilo, da je bil njegov obisk odziv na omenjeno vojaško katastrofo. Vojno v Britaniji je zelo verjetno spodbudila  graditev Hadrijanovega zidu. 
Sredi 2. stoletja IX. legija zagotovo ni več obstajala, ker je ni na seznamu legij, ki so ga sestavili v času vladavine Marka Avrelija (vladal  161-180). Ugledni britanski zgodovinar, arheolog in strokovnjak za rimsko-britanske odnose Sheppard Frere pravi,  da so "za dokončen sklep potrebni dodatni dokazi". Miles Russell, višji predavatelj za rimsko arheologijo na univerzi Bournemouth,  kljub temu trdi,  da je "daleč najbolj verjeten odgovor na vprašanje, kaj se je zgodilo z IX. legijo ta, da se je v poznih 110. in zgodnjih 120. letih  borila in umrla v Britaniji, ko je bila dežela popolnem v razsulu".
Dodatna razmišljanja o britanski vojni med Hadrijanovo vladavino bi lahko spodbudila dva nagrobnika.  Prvi, ki so ga odkrili v Vindolandi, sedanjem Chesterholmu v Northumberlandu, je bil postavljen v spomin na Tita Anija, centurija prve tungrske kohorte, ki je bil "ubit ... v vojni" ("in bello ... interfectus"). Drugi nagrobnik, ki so ga odkrili v Ferentinu v Italiji, je bil postavljen Titu Ponciju Sabinu, ki je bil v britanski ekspediciji med drugim poveljnik oddelkov VII. legije Gemina, VIII. legije Augusta in  XXII. legije Primigenia, ki so po vojni ali celo med njo okrepili rimsko armado v Britaniji.